# Vergies
Vergies és un municipi francès situat al departament del Somme i a la regió dels Alts de França. L'any 2007 tenia 191 habitants.

## Demografia

### Població

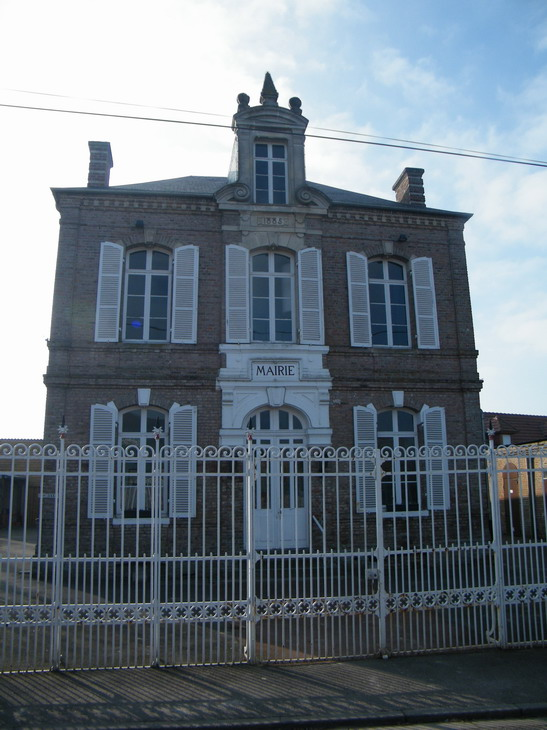

El 2007 la població de fet de Vergies era de 191 persones. Hi havia 72 famílies de les quals 12 eren unipersonals (4 homes vivint sols i 8 dones vivint soles), 20 parelles sense fills, 32 parelles amb fills i 8 famílies monoparentals amb fills.
La població ha evolucionat segons el següent gràfic:
Habitants censats

### Habitatges

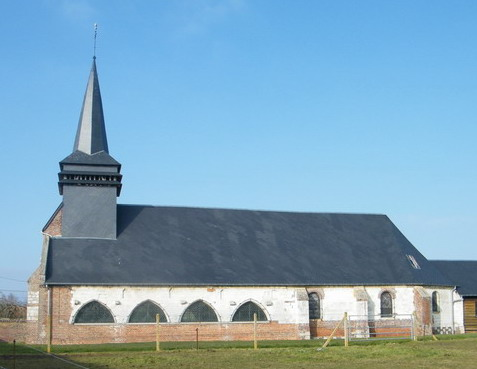

El 2007 hi havia 95 habitatges, 73 eren l'habitatge principal de la família, 16 eren segones residències i 6 estaven desocupats. Tots els 95 habitatges eren cases. Dels 73 habitatges principals, 69 estaven ocupats pels seus propietaris, 3 estaven llogats i ocupats pels llogaters i 1 estava cedit a títol gratuït; 3 tenien dues cambres, 16 en tenien tres, 20 en tenien quatre i 34 en tenien cinc o més. 50 habitatges disposaven pel capbaix d'una plaça de pàrquing. A 41 habitatges hi havia un automòbil i a 26 n'hi havia dos o més.

### Piràmide de població
La piràmide de població per edats i sexe el 2009 era:
| Homes | Edats   | Dones |
| ----- | ------- | ----- |
| 0     | 95 o +  | 0     |
| 0     | 90 a 94 | 0     |
| 0     | 85 a 89 | 0     |
| 4     | 80 a 84 | 0     |
| 8     | 75 a 79 | 8     |
| 0     | 70 a 74 | 12    |
| 0     | 65 a 69 | 0     |
| 8     | 60 a 64 | 4     |
| 0     | 55 a 59 | 4     |
| 0     | 50 a 54 | 4     |
| 4     | 45 a 49 | 0     |
| 8     | 40 a 44 | 8     |
| 8     | 35 a 39 | 4     |
| 8     | 30 a 34 | 8     |
| 4     | 25 a 29 | 4     |
| 0     | 20 a 24 | 4     |
| 4     | 15 a 19 | 8     |
| 4     | 10 a 14 | 4     |
| 0     | 5 a 9   | 0     |
| 4     | 0 a 4   | 0     |

## Economia

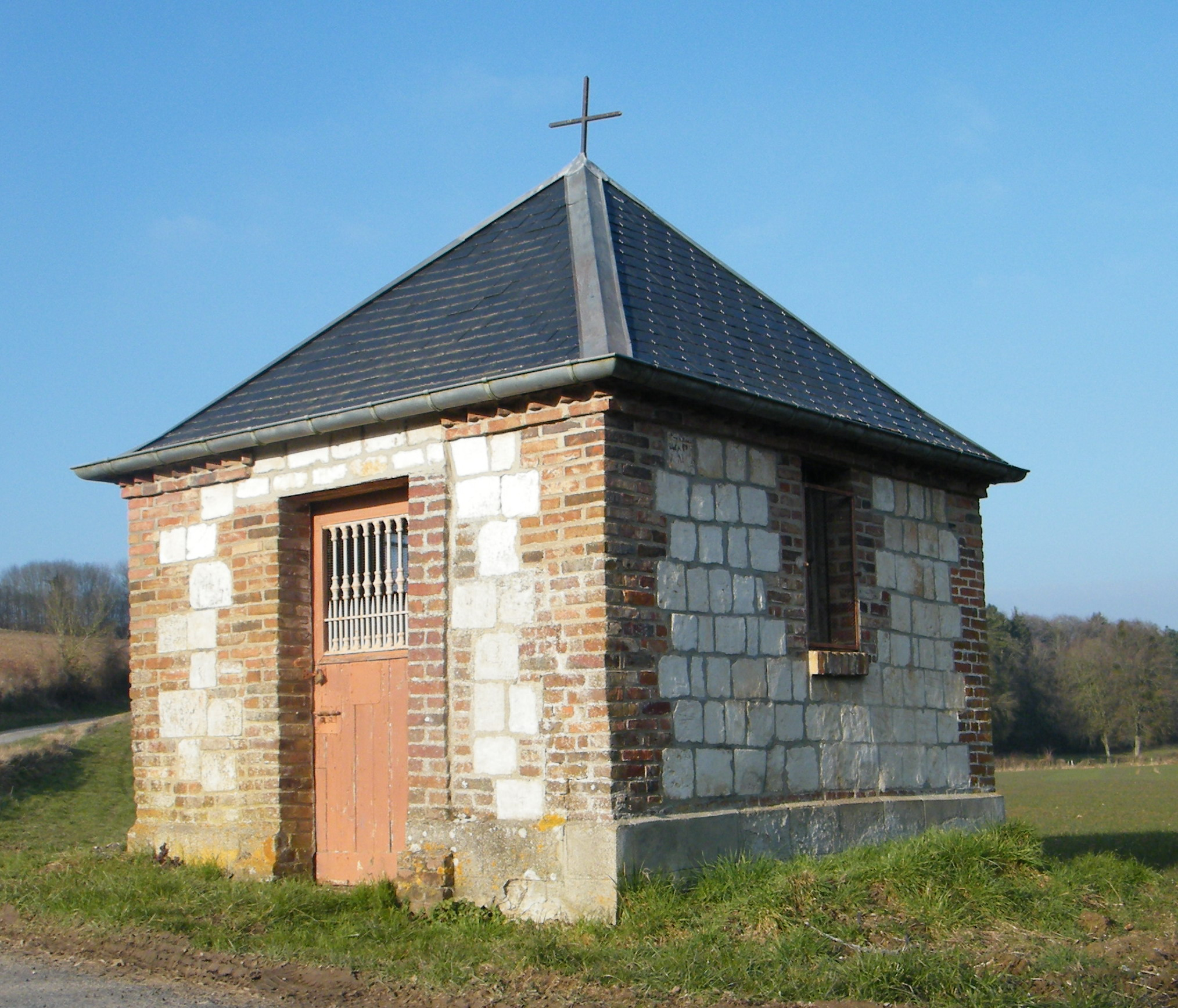

El 2007 la població en edat de treballar era de 126 persones, 82 eren actives i 44 eren inactives. De les 82 persones actives 78 estaven ocupades (38 homes i 40 dones) i 4 estaven aturades (4 homes). De les 44 persones inactives 17 estaven jubilades, 12 estaven estudiant i 15 estaven classificades com a «altres inactius».

### Ingressos
El 2009 a Vergies hi havia 72 unitats fiscals que integraven 186 persones, la mediana anual d'ingressos fiscals per persona era de 15.971 €.

### Activitats econòmiques
Dels 4 establiments que hi havia el 2007, 1 era d'una empresa de comerç i reparació d'automòbils, 2 d'empreses de serveis i 1 d'una empresa classificada com a «altres activitats de serveis».
L'any 2000 a Vergies hi havia 11 explotacions agrícoles que ocupaven un total de 696 hectàrees.

## Poblacions més properes
El següent diagrama mostra les poblacions més properes.